# Kabinett De Gasperi VIII
Das Kabinett De Gasperi VIII regierte Italien vom 16. Juli 1953 bis zum 17. August 1953. Das Kabinett De Gasperi VII trat nach den Parlamentswahlen vom 7. Juni 1953 pflichtgemäß zurück. Ministerpräsident Alcide De Gasperi wurde wiederum mit der Regierungsbildung beauftragt, weil seine Christdemokratische Partei (DC) erneut klar als stärkste politische Kraft hervorgegangen war. Da die DC jedoch nicht mehr die absolute Mehrheit im Parlament hatte und keine Koalition zustande kam, trat er mit einer Einparteienregierung zur Vertrauensabstimmung vor das Parlament und erlitt eine Niederlage. Nach fast acht Jahren an der Regierung musste De Gasperi sein Amt an Giuseppe Pella abgeben. Die folgende chronische politische Instabilität hatte De Gasperi vorausgesehen und versucht, dieser mit einer Wahlrechtsreform zu begegnen. Diese Reform ähnelte jedoch stark dem Acerbo-Gesetz von 1923, das den Faschisten den Weg zur uneingeschränkten Macht geebnet hatte. Die Proteste gegen die Wahlrechtsreform trugen dann wesentlich zum Verlust der absoluten Mehrheit der DC bei.

## Kabinettsliste

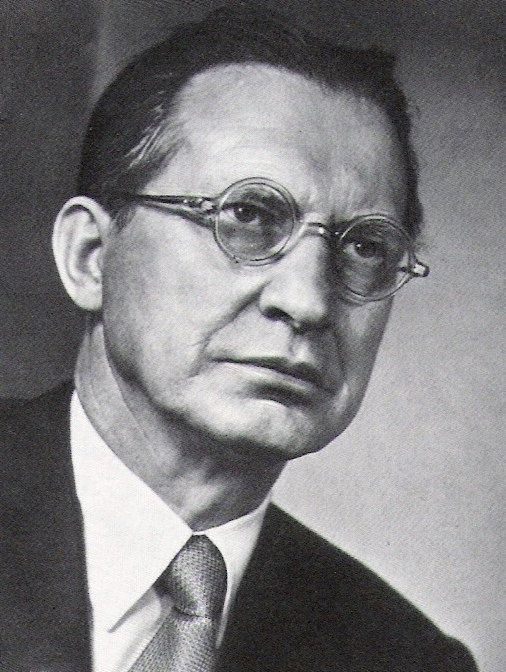
Alcide De Gasperi

| Ministerien                             | Name                        | Partei |
| --------------------------------------- | --------------------------- | ------ |
| Ministerpräsident                       | Alcide De Gasperi           | DC     |
| Stellvertretender Ministerpräsident     | Attilio Piccioni            | DC     |
| Äußeres                                 | Alcide De Gasperi           | DC     |
| Inneres                                 | Amintore Fanfani            | DC     |
| Justiz                                  | Guido Gonella               | DC     |
| Verteidigung                            | Giuseppe Codacci Pisanelli  | DC     |
| Finanzen                                | Ezio Vanoni                 | DC     |
| Schatz                                  | Giuseppe Pella (ad interim) | DC     |
| Haushalt                                | Giuseppe Pella              | DC     |
| Landwirtschaft                          | Rocco Salomone              | DC     |
| Öffentliche Arbeiten                    | Giuseppe Spataro            | DC     |
| Verkehr                                 | Giuseppe Togni              | DC     |
| Industrie                               | Silvio Gava                 | DC     |
| Außenhandel                             | Paolo Emilio Taviani        | DC     |
| Post                                    | Umberto Merlin              | DC     |
| Arbeit und Soziales                     | Leopoldo Rubinacci          | DC     |
| Bildung                                 | Giuseppe Bettiol            | DC     |
| Handelsmarine                           | Bernardo Mattarella         | DC     |
| Minister ohne Geschäftsbereich          | Name                        | Partei |
| Süditalien, wirtschaftsschwache Gebiete | Pietro Campilli             | DC     |